# Poligon niemieckich wojsk pancernych w Sieradzu
Poligon niemieckich wojsk pancernych w Sieradzu (niem. Truppenübungsplatz Schieratz) – poligon wojskowy zbudowany przez niemiecki Wehrmacht na początku 1940 roku na terenie okupowanej Polski w pobliżu miasta Sieradz.

## Historia
Z dniem 1 czerwca 1943 roku w bezpośredniej bliskości Sieradza, przemianowanego na Schieratz, Niemcy wydzielili „Heerengutbezirk Schieratz” czyli okręg terenów wojskowych. W czasie wojny ze Związkiem Radzieckim na poligonie ćwiczyły dywizje czołgów, także Waffen-SS, przed skierowaniem na front. Taka jednostka bojowa przebywała tutaj od 2 tygodni do miesiąca, ćwicząc współdziałanie różnych rodzajów broni. Przebywali tu (w służbie niemieckiej) także okresowo Węgrzy, Włosi i własowcy.
Gdy okolice Blizny zostały zagrożone zbliżającym się frontem, w sierpniu 1944 roku Niemcy na sieradzki poligon skierowali bomby latające V-1 z wyrzutni w Wierzchucinie na Pomorzu. W okolice sieradzkiego poligonu wystrzelono ok. 100 tych pocisków. W miejscach ich upadku powstawały doły o promieniu ok. 50 m i 15–25 m głębokości.
W sierpniu 1944 roku teren poligonu włączono w linię obrony zwaną „wałem Himmlera”.
W prymitywnych warunkach zatrudniono tysiące ludzi z okolic Łodzi, Kalisza i wielu innych miejscowości, w celu kopania rowów przeciwczołgowych, transzei i innych polowych umocnień, które jednak nie odegrały żadnej roli w czasie ofensywy Sowietów.
Teren poligonu zaczynał się przy zbiegu obecnych sieradzkich ulic: 1 Maja i Jana Pawła. Dalej granica poligonu biegła skrajem szosy prawie do Złoczewa, omijając to miasto łukiem w odległości około 1 km i dochodziła do szosy łączącej Złoczew z Szynkielowem. Dalej biegła skrajem szosy w kierunku Widawy, by w odległości 1 km od Rychłocic skręcić w kierunku północnym i po przekroczeniu rzeki Warty biec w kierunku Burzenina, a przed Strumianami skierować się ku Dąbrowie Widawskiej. Stamtąd przyjmowała kierunek północno-wschodni, i nie obejmując Widawy, dochodziła do skrzyżowania dróg wiodących w kierunku Widawy, Grabna i Sieradza. Dalej prowadziła szosą do Rembieszowa, by stamtąd przyjąć kierunek północny i osiągnąć przedpole Zduńskiej Woli w rejonie Holendrów Paprockich. Dalej biegła równolegle (w odległości ok. 2 km) od szosy Zduńska Wola–Sieradz, by dojść do Sieradza przed osiedlem Chabie w tym mieście.
Poligon przygotowano w latach 1940–1942 na obszarze ok. 320 km². Na tym terenie było 4876 gospodarstw chłopskich i 9 folwarków. Zlikwidowano 150 wsi zamieszkanych przez ok. 26 tys. Polaków. Wysiedlono 20 712 osób, resztę zatrudniono na miejscu: w zachowanych majątkach rolnych, przy budowie dróg, lotniska, koszar i baraków dla jeńców wojennych. Część ludności przesiedlono do Łodzi (Litzmannstadt), pozostałych do sąsiednich powiatów.
Obóz dla jeńców wojennych składał się z 6 baraków, z których 4 przeznaczono dla jeńców (12 na 46 m), a 2 (8 na 24 m) dla celów administracyjno-gospodarczych. Teren obozu (1200 m²) otoczono dwoma rzędami drutów kolczastych o wysokości ponad 2 m. Na rogach placu były wieżyczki dla wartowników. Początkowo przebywała tu grupa jeńców holenderskich, później ok. 200 jeńców angielskich i ok. 300 jeńców francuskich. Zatrudniano ich na poligonie przy budowie schronów bojowych i biernych, strzelnic, dróg i pasów betonowych dla czołgów oraz  przy różnych pracach w mieście. Przez ok. ½ roku było tu też ok. 500 jeńców jugosłowiańskich. Po jakimś czasie Francuzów przeniesiono do Burzenina, a Anglików do Niechmirowa. Wiosną 1942 roku przywieziono z Siedlec 380 jeńców radzieckich, następnie ok. 1500–1800 z okolic Warszawy, Krakowa i z Majdanka. Jesienią 1943 roku jeńców sowieckich wywieziono w nieustalone miejsce. Podobozy dla jeńców (w obrębie poligonu) były w: Bogumiłowie, Burzeninie i Niechmirowie. Betonowe schrony do dziś pozostały na polach wsi: Bogumiłowa, Jezior, Monic, Dębołęki, Stefanowa Ruszkowskiego. Betonowe pasy dla czołgów służą obecnie jako ulice miasta: 1 Maja, Józefa Oxińskiego, Michała Wołodyjowskiego.
Siedziba Komendantury Wojskowej poligonu mieściła się w sieradzkim Rynku (nr 14). Dowódcą poligonu (od 31 października 1940 do 30 listopada 1943 roku) był gen. mjr Friedrich Wilhelm Liegemann, a następnie gen. Roude. Rezydowali oni w pałacu Danielewiczów na Poświętnej Górce.
Działania na poligonie znajdowały się w centrum zainteresowania obwodu sieradzkiego Armii Krajowej. Rejon VII AK obejmujący gminy na poligonie specjalizował się w wywiadzie. Placówka o kryptonimie „Karuzela” śledziła wyposażenie Niemców, dyslokacje ich wojsk, uzbrojenie i wyniki testowania używanej broni. Meldunki docierały do Londynu, a stamtąd przekazywane były Sowietom.

## Literatura
- Felchner A., Wysiedlenia i przesiedlania w Sieradzkiem podczas II wojny św., [w:] „Biuletyn Okręgowej Komisji Badania Zbrodni przeciwko Narodowi Polskiemu w Łodzi”, t. III, Łódź 1994, s. 52–60,
- Klepandy W., Ziemia Sieradzka poligonem latających rakiet, [w:] „Na sieradzkich szlakach”, nr 2/1998, s. 21–22,
- Ruszkowski A., Poligon niemieckich czołgów, w: „Na sieradzkich szlakach”, nr 4/1996, s. 5–6 (plan, foto.).